# Chrysometa minuta
Chrysometa minuta là một loài nhện trong họ Tetragnathidae.
Loài này thuộc chi Chrysometa. Chrysometa minuta được Eugen von Keyserling miêu tả năm 1883.